# Rockville Centre
Rockville Centre är ett samhälle på Long Island i Nassau County i delstaten New York i USA. År 2010 hade Rockville Centre 24 023 invånare. Den har enligt United States Census Bureau en area på totalt 8,7 km².

## Personer från Rockville Centre
- Billy Koch, basebollspelare
- Barbara Markay, musiker
- Bob Richardson, fotograf